# Patrick Suffo
Patrick Suffo, född den 17 januari 1978 i Ebolowa, Kamerun, är en kamerunsk fotbollsspelare. Vid fotbollsturneringen under OS 2000 i Sydney deltog han i det kamerunska lag som tog guld. 